# Speleomantes sarrabusensis
Speleomantes sarrabusensis är ett stjärtgroddjur i familjen lunglösa salamandrar. Arten kallas även Hydromantes sarrabusensis.

## Utseende
Arten är nära släkt med kejserlig grottsalamander och har samma utseende som denna: Brun till svart ovansida med ett spräckligt mönster av gröna, gulbruna eller gula fläckar. Buksidan är ljus. Benen är långa, huvudet hos vuxna hanar har en kindkörtel på vardera sidan.
Som alla salamandrar i familjen saknar den lungor, och andas i stället med huden och svalget, som har blodkärlsrika fåror för att underlätta syreupptaget.

## Taxonomi
Arten identifierades 2001 som en underart till kejserlig grottsalamander, S. imperialis sarrabusensis av Lanza, Leo, Forti, Cimmaruta, Caputo och Nascetti, men upphöjdes till art och fick sitt nuvarande namn av Carranza et al. 2007.

## Utbredning
Arten finns endast öster om Cagliari på sydöstra Sardinien, Italien.

## Vanor
Arten uppträder i fuktiga klippspringor, under stenar och i skogar i ett område med granitberggrund. Troligtvis lägger den ett fåtal ägg på land, från vilka fullt utvecklade ungar kläcks; vissa tecken tyder dock på att den skulle föda levande ungar.

## Status
Speleomantes sarrabusensis betraktas som sårbar ("VU") på grund av det ytterst begränsade utbredningsområdet och det ringa antalet individer, men själva beståndet är stabilt och är inte hotat. Teoretiskt finns dock risken för minskning av biotopen och illegal insamling.